# Niphargus timavi
Niphargus timavi là một loài giáp xác thuộc họ Niphargidae. Nó được tìm thấy ở Ý và Slovenia.